# Врочево
Врочево (пол. Wroczewo) — село в Польщі, у гміні Сомпольно Конінського повіту Великопольського воєводства.
Населення — 36 осіб (2011).
У 1975-1998 роках село належало до Конінського воєводства.

## Демографія
Демографічна структура станом на 31 березня 2011 року:
|          | Загалом | Допрацездатний вік | Працездатний вік | Постпрацездатний вік |
| -------- | ------- | ------------------ | ---------------- | -------------------- |
| Чоловіки | 18      | 2                  | 13               | 3                    |
| Жінки    | 18      | 2                  | 11               | 5                    |
| Разом    | 36      | 4                  | 24               | 8                    |